# Sörloken
Sörloken är en sjö i Sundsvalls kommun i Medelpad och ingår i Ljungans huvudavrinningsområde. Intill ligger Norrloken.